# Templo y exconvento de San Agustín (Querétaro)
El templo y exconvento de San Agustín  se encuentra en Querétaro, capital del estado de Querétaro (México). 
Es una de las obras más admirables que construyera la Orden de San Agustín en la Nueva España, durante el esplendor barroco del siglo XVIII. Por licencia pontificia y cédula real, en 1728 se fundó el convento agustiniano de Querétaro. 

## Historia

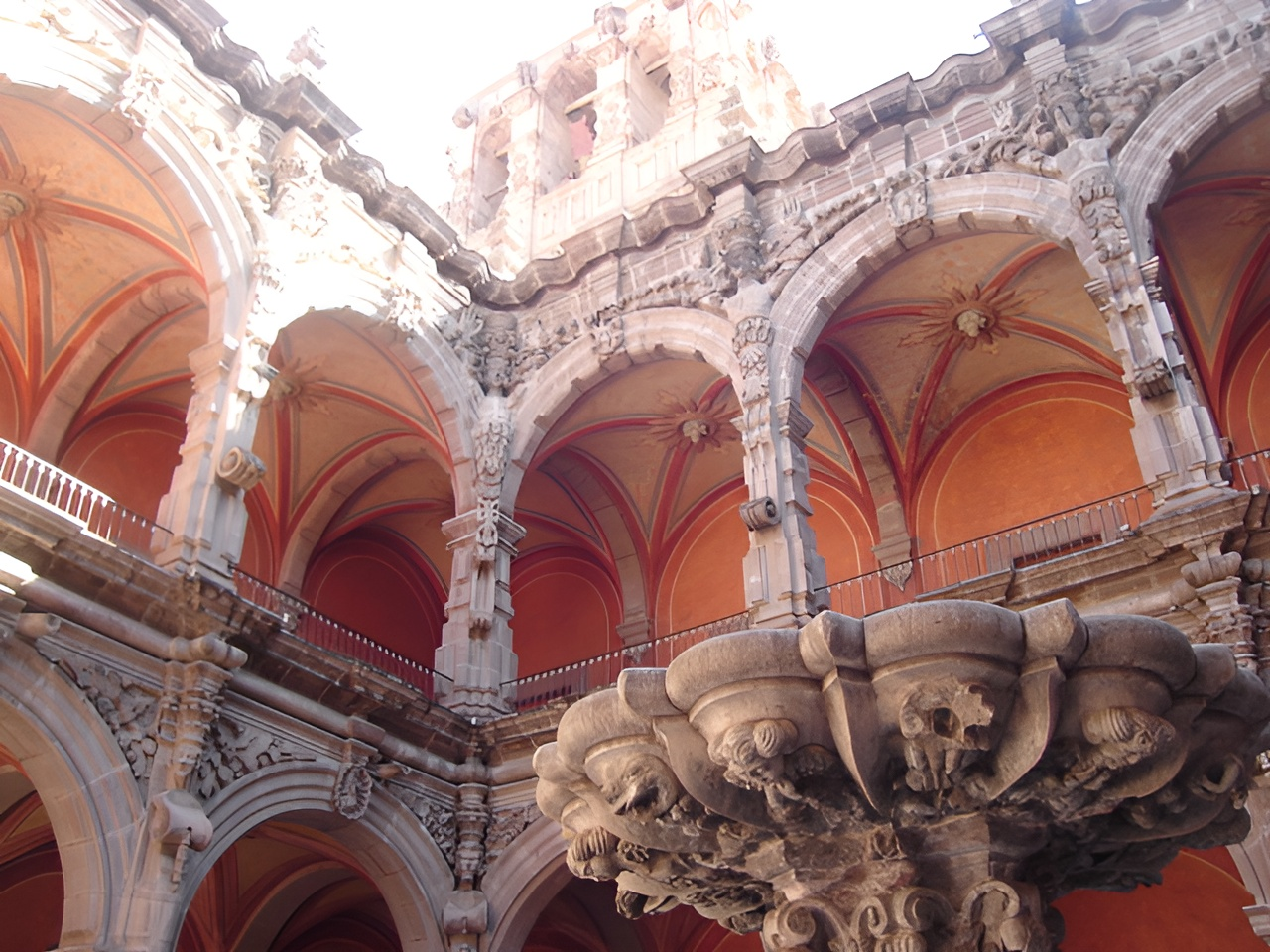
Patio Barroco del Claustro del ex-Convento de San Agustín, actual Museo de Arte de Querétaro.

La primera piedra se colocó en 4 de mayo de 1731 y se terminó el 2 de octubre de 1745. En 1745, se bendijo y consagró el Templo por el arzobispo de México, Juan Antonio de Vizarrón y Eguiarreta, bajo la advocación de María Santísima de los Dolores.
Hasta recientemente se habían atribuido la construcción del templo y convento agustinianos, al artista Ignacio Mariano de las Casas y al padre Luis Martínez Lucio.
El antiguo Convento fue restaurado en 1889, para albergar oficinas de la federación y desde 1988 es la sede del Museo de Arte de Querétaro. El Museo de Arte brinda al público en general un gran número de obras plásticas de diversos artistas de la región, del resto del país y del extranjero, así como varias muestras temporales y actividades encaminadas a la cultura.
El Templo se sigue utilizando hasta el día de hoy para la liturgia católica.

## Descripción
El Museo de Arte de Querétaro posee un imponente patio barroco novohispano, considerado uno de los más bellos de Latinoamérica.

### Fuente de San Agustín
En el centro del patio del Claustro de San Agustín, se encuentra una fuente, que antes era un pozo, funcionaba para recolectar el agua de la lluvia, sin embargo, en el siglo XVIII se transformó en una fuente de diferentes caras mixtilíneas: donde se observan curvas, líneas y figuras humanas, en el interior de la misma, se encuentra una serie de azulejos y en la parte superior, se encuentra el plato de la fuente en donde se desprende un chorro de agua. Esta fuente consigue mostrar el Barroco en su máximo esplendor.
La fuente, simboliza el agua, "la creadora de vida". Esta fuente y las figuras marinas que se encuentran, son metáforas de la gracia divina que salva al hombre del pecado.